# Але ле Бен
Але ле Бен (фр. Alet-les-Bains) насеље је и општина у јужној Француској у региону Лангдок-Русијон, у департману Од која припада префектури Лиму.
По подацима из 2011. године у општини је живело 435 становника, а густина насељености је износила 18,48 становника/km². Општина се простире на површини од 23,54 km². Налази се на средњој надморској висини од 204 метара (максималној 720 m, а минималној 180 m).

## Демографија
| 1962. | 1968. | 1975. | 1982. | 1990. | 1999. | 2011. |
| ----- | ----- | ----- | ----- | ----- | ----- | ----- |
| 526   | 590   | 554   | 543   | 460   | 464   | 435   |

График промене броја становника у току последњих година